# Висоцький Олександр Анатолійович
Олекса́ндр Анато́лійович Висо́цький (11 липня 1988, Первомайськ, Миколаївська область, Україна) — ведучий, церемоніймейстер, конферансьє, громадський діяч, головний режисер фестивалю Тараса Шевченка «Ше.Fest».

## Життєпис
2005 — закінчив Первомайську ЗОШ № 17 ім. Миколи Вінграновського.
2005 — закінчив Первомайську дитячу художню школу.
З 2003 — учасник скаутського руху. Скаут-лідер.
2003 — нагороджений відзнакою Первомайської міської ради «Людина року» в номінації «Громадський діяч року».
2003-2005 — Президент Первомайської міської дитячої громадської організації «СВІТ».
2008 — вперше як автор друкується у поетичному альманасі «Степове многоріччя» Первомайського літературного об'єднання «Зажинок».
2010 — закінчив кафедру театрального мистецтва за фахом «Режисер драматичного театру» (Магістр театрального мистецтва) Київського Національного університету культури і мистецтв (КНУКіМ).
2009-2010 — актор театру «Карнавал».
2010–2014 — керівник святкової агенції «SEMRUK».
2015-2016 — працює на посаді артдиректора ресторанно-готельного комплексу «Фортеця» (м. Київ).
2016 — долучився до оргкомітету фестивалю Тараса Шевченка «Ше.Fest».
2017 — заснував Відкритий фестиваль майстрів конферансу «Тост Fest» разом з Костянтином Зубенком.
2018 — спікер всеукраїнських форумів для ведучих свят «Event PLATFORMA», «Odessa New Fest».
2018 — співорганізатор рекорду України на найдовший та наймасовіший безперервний тост «За мир та єдність в Україні».
2018 — режисер фестивалю Тараса Шевченка «Ше.Fest».
2023 — співзасновник і режисер фестивалю Миколи Вінграновського «Вінграновський ART FEST».

## Літературна діяльність
Вірші почав писати ще у шкільному віці, був членом первомайського літературного об'єднання «Зажинок». У 2008 вперше дебютував в альманасі «Степове многоріччя».
У 2024 році в чернівецькому видавництві «Букрек» вийшла друком дебютна збірка віршованих казок «Лютневі казки».

## Родина
Батько: Анатолій Висоцький (1951-2005).
Мати: Валентина Висоцька (1955 р.н.).
Одружений з 2012 року. Дружина: Антоніна Висоцька (1985 р. н.).
У шлюбі є донька Меланія (2015 р. н.)
Має старших сестер Марію Висоцьку (1980 р.н) та Тамару Тимофєєву (1974 р.н.).